# マックス・エメリッチ
マックス・エメリッチ（Max Philip Emmerich、1879年6月1日 - 1956年6月29日）は、アメリカ合衆国の陸上競技選手及び体操選手である。彼は1904年に開催されたセントルイスオリンピックの陸上三種競技で、金メダルを獲得した。

## 経歴
マックス・エメリッチは、セントルイスオリンピックで体操競技と陸上競技の両方に出場している。そのうち、陸上競技種目の三種競技で、金メダル獲得を果たした。
三種競技には3つの国から合計で118名の選手が出場して、7月1日と7月2日の両日に行われた。なお、この競技の実施結果は、体操競技の3種目総合 及び体操競技個人総合の結果にも反映している。エメリッチは砲丸投で6位、走幅跳と100ヤード走 でそれぞれ1位となって金メダルを獲得した。
同じく7月1日と7月2日に行われた体操競技個人総合では、52.85点を獲得して参加119選手のうち67位の順位だった。同日の体操3種目競技総合では、22.85点で119選手中の100位だった。7月4日の陸上十種競技では、最初の100ヤード走で途中棄権して出場7選手中の最下位に終わった。

## オリンピックでの成績
| 年   | 大会                     | 場所                     | 種目              | 結果        | 記録             |
| ---- | ------------------------ | ------------------------ | ----------------- | ----------- | ---------------- |
| 1904 | セントルイスオリンピック | セントルイス（アメリカ） | 体操個人総合      | 67位        | 52.85点          |
| 1904 | セントルイスオリンピック | セントルイス（アメリカ） | 陸上三種競技      | 1位         | 35.7点           |
| 1904 | セントルイスオリンピック | セントルイス（アメリカ） | 体操競技3種目総合 | 100位       | 22.85点          |
| 1904 | セントルイスオリンピック | セントルイス（アメリカ） | 陸上十種競技      | 1種目で敗退 | 記録なし（棄権） |